# Aerangis kotschyana
Aerangis kotschyana é uma espécie de orquídea monopodial epífita, família Orchidaceae, que habita diversos países da  África tropical continental.